# Castoroides
A Castoroides az emlősök (Mammalia) osztályának rágcsálók (Rodentia) rendjébe, ezen belül a hódfélék (Castoridae) családjába tartozó kihalt nem.

## Tudnivalók
A Castoroides-fajok Észak-Amerika területén éltek a pliocén és pleisztocén korok idején. Az átlagos fej-testhosszuk 1,9 méter volt, de 2,2 méteres példányok is léteztek, míg testtömegük 90-125 kilogramm között mozgott.

## Rendszerezés
A nembe az alábbi 2 faj tartozik:
- Castoroides leiseyorum Morgan & White, 1995 - az élőhelye: csak Florida államban élt
- óriáshód (Castoroides ohioensis) Foster, 1838 - típusfaj; szinonimák: Burosor efforsorius, Castoroides nebrascensis, Castoroides kansensis; az élőhelye: az egész USA és Kanada

### Fordítás
- Ez a szócikk részben vagy egészben  a   Castoroides című angol Wikipédia-szócikk ezen változatának fordításán alapul.  Az eredeti cikk szerkesztőit annak laptörténete sorolja fel. Ez a jelzés csupán a megfogalmazás eredetét és a szerzői jogokat jelzi, nem szolgál a cikkben szereplő információk forrásmegjelöléseként.